# Die Beute (Zola)

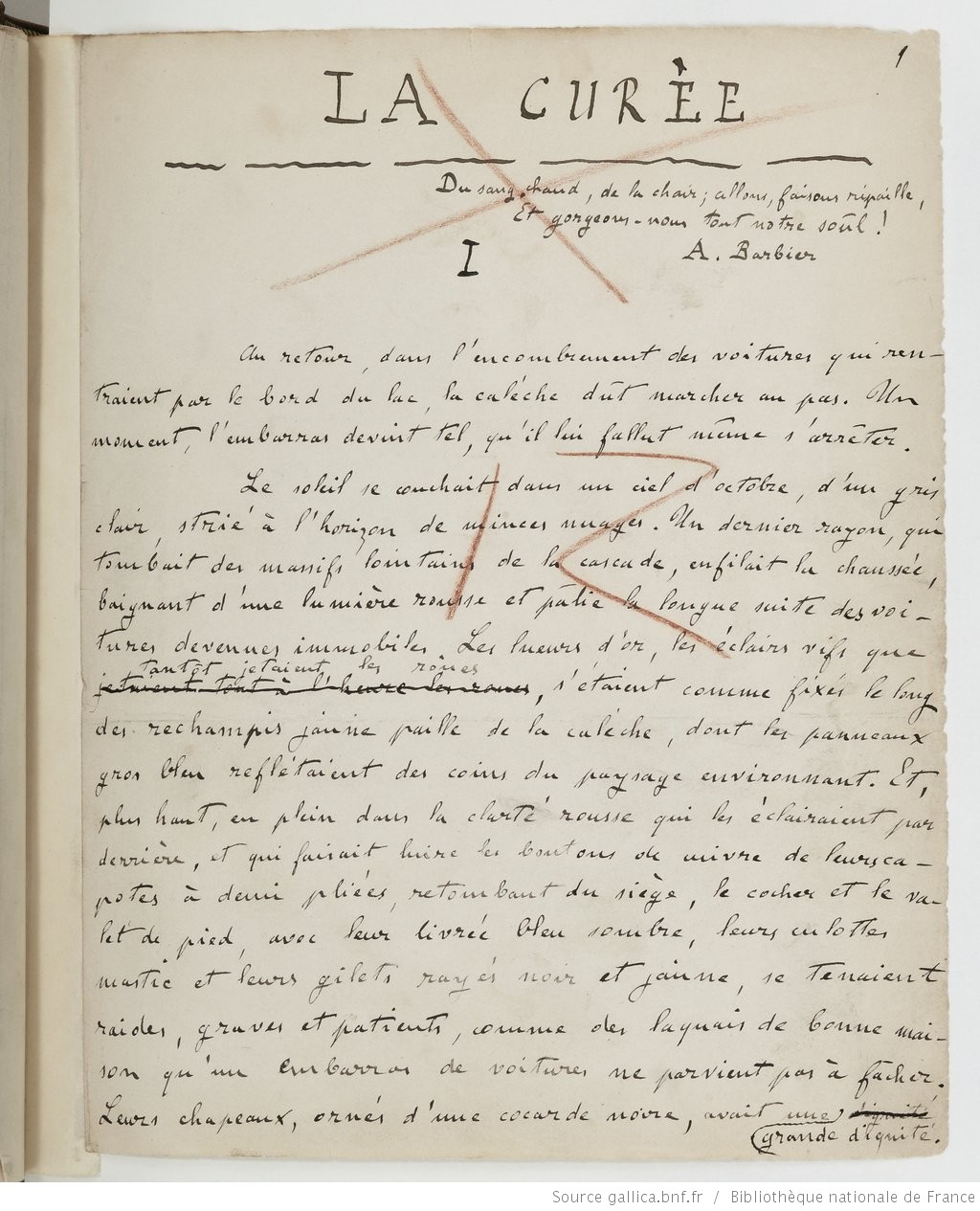
Erste Seite von Zolas Handschrift

Die Beute, in anderen deutschsprachigen Ausgaben auch Die Meute oder Die Treibjagd (franz. La Curée), ist der zweite Roman aus Émile Zolas Rougon-Macquart-Zyklus. Er entstand von Mai bis Juli 1870 und erschien im Herbst 1871 ab dem 29. September zunächst im Feuilleton der Wochenzeitschrift La Cloche. Sein Erscheinen dort musste aber ab dem 5. November aus politischen Gründen, unter dem Vorwand, es verletze die Sittlichkeit (moralité), eingestellt werden. In einem Vorwort, das auf den 15. November 1871 datiert ist, verteidigt der Autor sein Werk gegen den Vorwurf der Anzüglichkeit. In den Wirren nach Krieg und Commune blieben die Verkaufszahlen der bei Albert Lacroix erscheinenden Erstausgabe indes enttäuschend, zudem machte der Verleger Konkurs. Auch die zweite, revidierte Auflage, die 1872 bereits bei Georges Charpentier erschien, gilt als Misserfolg. Der Roman entwirft mit teils scharf satirischen Mitteln das Panorama der ganz nach der Devise des Enrichissez-vous! (dt. „Bereichert euch!“) handelnden Hochbourgeoisie des Zweiten Kaiserreichs, die den Staat und die Stadt Paris als ihre Beute betrachtet. Bestimmt von den Werten Gold und Sinnlichkeit führt diese Gesellschaft ein „Leben im Exzess“ (vie à outrance).

## Inhalt

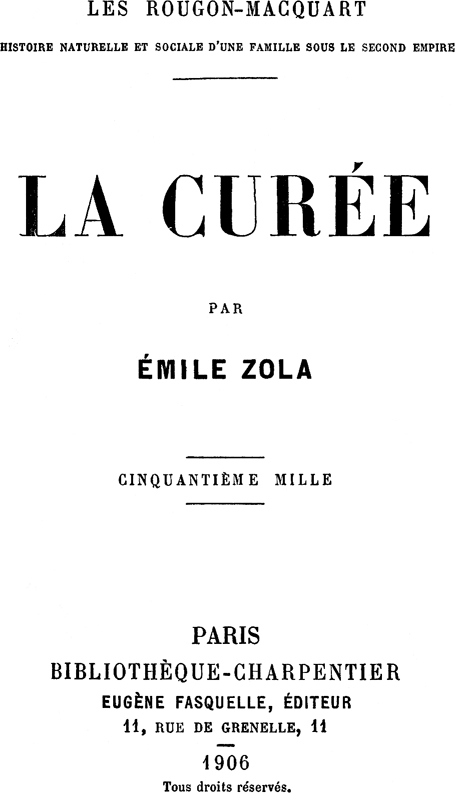
Titelblatt einer Ausgabe aus dem Jahre 1906

Renée, die 21 Jahre jüngere Ehefrau des unter dem Namen Saccard firmierenden Aufsteigers und Spekulanten Aristide Rougon, flüchtet sich aus der Leere ihrer mondänen Existenz in eine intensive erotische Beziehung mit Maxime Rougon, dem Sohn ihres Mannes aus erster Ehe: Während Saccard sein als Beamter der Pariser Stadtverwaltung erworbenes Insider-Wissen über den haussmannschen Stadtumbau nutzt, um durch Immobilienspekulationen zu Geld zu kommen, hat sich Renée ganz einem mondänen Leben verschrieben: Des zunächst in Saccard/Rougons heimatlicher südfranzösischer Provinzstadt Plassans entsorgten Maxime nimmt sie sich, als er im Alter von 14 Jahren in Paris eintrifft, als einer willkommenen Ablenkung an: „Er wird uns ein wenig zerstreuen.“ Er wächst in den Boudoirs der Damenwelt zu einer hermaphroditischen Schönheit heran. Ein Eklat bleibt auch dann aus, als die inzestuöse Beziehung offenbar wird: Verbittert stirbt Renée, nachdem Maxime geheiratet hat, an Meningitis. Sie hinterlässt nichts als eine exorbitante Schneiderrechnung, die ihr Vater begleicht.

## Handlung

### Kapitel 1
Die Handlung setzt ein mit einem Verkehrsstau an einem lauen Oktobernachmittag vermutlich des Jahres 1862: Die vornehmen Damen befinden sich auf der Heimfahrt aus dem Bois de Boulogne. Renée, die fast 30-jährige Ehefrau des Spekulanten Aristide Saccard, nutzt den Stillstand der Kutschen, um mit ihrem Stiefsohn, dem 20-jährigen Maxime, die erotischen Aktivitäten ihrer Standesgenossinnen und ihr Verlangen nach „etwas Anderem“ zu erörtern, das sie nicht zu benennen vermag. Kurz nach der Rückkehr ins Hôtel Saccard, das als baulicher Ausdruck der „bis zum Ekel gesteigerte[n] Pracht“ der saccardschen Lebensverhältnisse eingeführt wird, beginnt dort ein Abendempfang mit den wichtigsten Geschäftspartnern des Vaters Aristide. Beobachtet von Renée, zieht sich Maxime, der den Abend mit seiner ihm vom Vater zugedachten Braut, der 17-jährigen hässlichen und todkranken Millionenerbin Louise de Mareuil, verbringen muss, zum Spötteln ins üppige Treibhaus des Hôtel zurück.

### Kapitel 2
Rückblende: Um reich zu werden, kommt Aristide Rougon „in den ersten Tagen des Jahres 1852“ mit seiner ersten Frau Angèle in Paris an. Auf Rat seines Bruders, Eugène Rougon, der „eine geheime Machtstellung“ innehat, ändert er den durch eine im Vorgängerroman Das Glück der Familie Rougon noch zur Schau getragene republikanische Einstellung kompromittierten Namen in Saccard und übernimmt einen kleinen Verwaltungsposten. Seine dort erlangten Kenntnisse über den geplanten Stadtumbau will er durch den Ankauf und die Spekulation mit Immobilien, die der Staat enteignen und daher entschädigen muss, ausnutzen. Auf der Suche nach dem nötigen Startkapital wendet er sich an seine eine diskrete Absteige betreibende Schwester Sidonie. Kurz darauf erkrankt Angèle, stirbt und wird auf dem Totenbett Zeugin, wie Sidonie den künftigen Witwer mit der 19-jährigen Renée Beraut du Châtel verkuppelt: Die älteste Tochter aus bestem und reichem Hause ist geschwängert von einem verheirateten 40-Jährigen. Saccard wird für diese Ehrenrettung mit 200.000 Francs entschädigt, zugleich bringt die junge Braut ein Immobilienvermögen von 500.000 Francs in die Ehe ein, wovon ein Teil für ihr Kind vorgesehen ist, das, wie von Sidonie vorausgesehen, tot geboren wird.

### Kapitel 3
Im Jahr 1854 lässt Saccard seinen bis dahin an einem Collège in Plassans untergebrachten 13-jährigen Sohn Maxime nach Paris kommen, der ihn in der „Rolle als reiche[r] und ernste[r] Witwer, der eine zweite Ehe eingegangen, [...] unterstützen“ soll. Renée nimmt sich seiner „wie einer Puppe“ an und führt ihn in die Damenwelt, insbesondere ins Vorzimmer des Couturiers Worms ein: Die immer aufwändigeren Kleider Renées, ihre diversen Liebschaften und die ersten erotischen Abenteuer Maximes ereignen sich im Laufe der folgenden acht Jahre zeitlich parallel zum „Wirbeltanz der Millionen“, den immer gewagteren Spekulationen Saccards einschließlich der Gründung des Crédit Viticole, einer staatlich geförderten Bank, die auf faule Kredite und Investitionsblasen spezialisiert ist. Sie konvergieren im Prunk des Hôtel am Parc Monceau und in der höchsten gesellschaftlichen Anerkennung – einer anzüglichen Bemerkung des Kaisers über Renée, der sie im Vorübergehen als „eine Blume zu pflücken“ bezeichnet, die sich „in unseren Knopflöchern verteufelt gut ausnehmen“ würde.

### Kapitel 4
Nachdem sie sich die ersten Tage nach dem Empfang des ersten Kapitels als krank in ihre Gemächer zurückgezogen hatte, drängt Renée den in Halbwelt und Nachtleben bewanderten Maxime, sie, maskiert, als Begleitung auf seine Tour durch die verrufenen Orte von Paris mitzunehmen: Anfangs beide gleichermaßen davon irritiert, dass dieser Ausflug mit Sex in einem Kabinett des Café Riche zu Ende gegangen war, geben sich Maxime und Renée ihrer sich intensivierenden  Beziehung hin, deren Hauptschauplatz das Treibhaus des Hôtel Saccard sein wird, während Saccard versucht, seine aufgrund sich wendenden Spekulationsglücks wachsenden Geldnöte zu heilen. 

### Kapitel 5
Im Verlauf des Jahres verkomplizieren sich Saccards Geschäfts- ebenso wie Renées und Maximes Liebesbeziehungen, und während Vater und Sohn im Austausch gemeinsamer erotischer Eskapaden ein inniges und freundschaftliches Verhältnis entwickeln, beginnt Renée unter der wachsenden Schuldenlast zu leiden: Da sie es ablehnt, sich von Sidonie an einen ihrer Bewunderer, den Ministersekretär Saffré auf Renée für die benötigte Summe von 50.000 Francs zu verkaufen, macht sie sich diese zur Feindin. Beim gemeinsamen Besuch einer Aufführung von Jean Racines Phèdre-Tragödie, die in Renée Selbstmordgedanken weckt, Maxime aber völlig kalt lässt, zeichnet sich ein  Bruch zwischen den beiden ab, der sich vollzieht, als Maxime Renée im Hôtel Saccard aufsuchen will, sie ihn aber nicht empfängt: Sie täuscht, obwohl mit Saccard, ihrem Mann zusammen, vor, Herrn Saffré bei sich zu haben. 

### Kapitel 6
Die Damen der mondänen Gesellschaft führen auf  einem Maskenball am Mittfasten-Donnerstag – dem 4. März 1864 – in der Regie des als symbolistischer Dichter dilettierenden Präfekten Baron Hupel de la Noue den Narziss-Mythos in einer Serie von Tableaux vivants, also „lebenden Bildern“ mit Renée in der Rolle der Nymphe Echo, während Maxime, der als einziger Mann bei der Darbietung zugelassen, den Narziss verkörpert: Als nach der Aufführung die geplante Hochzeit von Louise und Maxime besiegelt wird, sucht Renée Maxime auf und versucht ihn zum Durchbrennen zu überreden: Saccard, der die zwei überrascht, nutzt die Gelegenheit, von Renée die Freigabe des Teils ihres Immobilienbesitzes zu bekommen, auf den er bis dahin keinen Zugriff hatte, und entfernt sich freundlich plaudernd mit seinem Sohn: Renée sieht sich verraten und bleibt mit Suizidgedanken, die auszuführen sie Angst hat, zurück.

### Kapitel 7
Bei einem Baustellenbesuch drei Monate später begutachtet Saccard mit vier weiteren Herren als Sachverständiger seine eigenen Immobilien, sodass der Auftraggeber, die staatliche Entschädigungskommission, auf Grundlage eines von ihm verfassten Gutachtens seine exorbitante Forderung von drei Millionen anstandslos erfüllt. Renée hingegen fristet ein „jammervolles Dasein“, zieht sich zurück und wird  von allen verlassen, schließlich auch von der für treu und ergeben gehaltenen Kammerdienerin Céleste, bis sie „im darauffolgenden Winter an fortgeschrittener Hirnhautentzündung“ stirbt und nichts hinterlässt als eine Schneiderrechnung, die sich „auf zweihundertsiebenundfünfzigtausend Francs“ beläuft, die ihr Vater bezahlt.

## Ausgaben
- La curée, A. Lacroix, Verboeckhoven et Cie, Paris 1871
- La curée, G. Charpentier, Paris 1872

## Übersetzungen
- Die Treibjagd, übers. Armin Schwarz, B. Harz, Berlin, Wien 1923, Neuauflage Europäischer Literaturverlag, Bremen 2012
- Die Beute, aus dem Französischen nach der Übers. von Armin Schwarz. überarb. von Annalisa Viviani, Artemis & Winkler, Düsseldorf Zürich 1998

## Bearbeitungen
- Renée, Theaterfassung in fünf Akten, von Émile Zola, UA am 16. April 1887, Théâtre du Vaudeville, Paris. Gedruckt erschienen bei G. Charpentier, Paris 1887[8] mit einem Vorwort des Autors
- La Cuccagna, Stummfilm, Italien/Frankreich 1917, Regie: Baldassare Negroni, EA am 2. März 1917
- La Curée (dt. Verleihtitel: Die Beute), Spielfilm, Italien/Frankreich 1966, Regie: Roger Vadim, Filmstart (Frankreich): 22. Juni 1966, mit Michel Piccoli und Jane Fonda